# Copa Presidente de la AFC 2008
La Copa Presidente de la AFC del 2008 fue la cuarta edición del tercer torneo de clubes más importante de Asia organizado por la AFC. Para esta edición se expandió la cantidad de equipos de 8 a 11, incluyendo ahora a los representantes de Bangladés, Birmania y Turkmenistán. 
El Regar-TadAZ de Tayikistán venció en la final al entonces campeón defensor Dordoi-Dynamo de Kirguistán para ser campeón por segunda ocasión.

## Participantes por asociación
| Zona Oeste Asiático | Zona Oeste Asiático    | Zona Oeste Asiático  | Zona Oeste Asiático | Zona Oeste Asiático |
| Asociación          | Asociación             | AFC Champions League | AFC Cup             | AFC President's Cup |
| ------------------- | ---------------------- | -------------------- | ------------------- | ------------------- |
| 1                   | Arabia Saudíta         | 2                    |                     |                     |
| 2                   | Emiratos Árabes Unidos | 2                    |                     |                     |
| 3                   | Irán                   | 2                    |                     |                     |
| 4                   | Catar                  | 2                    |                     |                     |
| 5                   | Uzbekistán             | 2                    |                     |                     |
| 6                   | Irak                   | 2                    |                     |                     |
| 7                   | Kuwait                 | 2                    |                     |                     |
| 8                   | Siria                  | 2                    |                     |                     |
| 9                   | Baréin                 |                      | 2                   |                     |
| 10                  | India                  |                      | 2                   |                     |
| 11                  | Jordania               |                      | 2                   |                     |
| 12                  | Líbano                 |                      | 2                   |                     |
| 13                  | Omán                   |                      | 2                   |                     |
| 14                  | Yemen                  |                      | 2                   |                     |
| 15                  | Bután                  |                      |                     | 1                   |
| 16                  | Kirguistán             |                      |                     | 1                   |
| 17                  | Nepal                  |                      |                     | 1                   |
| 18                  | Pakistán               |                      |                     | 1                   |
| 19                  | Sri Lanka              |                      |                     | 1                   |
| 20                  | Tayikistán             |                      |                     | 1                   |
| 21                  | Turkmenistán           |                      |                     | 1                   |
| 22                  | Afganistán             |                      |                     | 0                   |
| 23                  | Palestina              |                      |                     | 0                   |
| Total Participantes | Total Participantes    | 16                   | 12                  | 7                   |

- Turkmenistán fue relegado de la Copa AFC a la Copa Presidente de la AFC para esta temporada
- Afganistán y Palestina eran elegibles para la Copa Presidente de la AFC pero desistieron su participación
- Bután geográficamente pertenece a la Zona Este

| Zona Este Asiático  | Zona Este Asiático  | Zona Este Asiático   | Zona Este Asiático | Zona Este Asiático  |
| Asociación          | Asociación          | AFC Champions League | AFC Cup            | AFC President's Cup |
| ------------------- | ------------------- | -------------------- | ------------------ | ------------------- |
| 1                   | Japón               | 2+1                  |                    |                     |
| 2                   | República de Corea  | 2                    |                    |                     |
| 3                   | China               | 2                    |                    |                     |
| 4                   | Australia           | 2                    |                    |                     |
| 5                   | Indonesia           | 0                    |                    |                     |
| 6                   | Tailandia           | 2                    |                    |                     |
| 7                   | Vietnam             | 2                    |                    |                     |
| 8                   | Singapur            |                      | 2                  |                     |
| 9                   | Hong Kong           |                      | 2                  |                     |
| 10                  | Malasia             |                      | 2                  |                     |
| 11                  | Maldivas            |                      | 2                  |                     |
| 12                  | Bangladés           |                      |                    | 1                   |
| 13                  | Birmania            |                      |                    | 1                   |
| 14                  | Camboya             |                      |                    | 1                   |
| 15                  | Taiwán              |                      |                    | 1                   |
| 16                  | Brunéi Darussalam   |                      |                    | 0                   |
| 17                  | Filipinas           |                      |                    | 0                   |
| 18                  | Guam                |                      |                    | 0                   |
| 19                  | Laos                |                      |                    | 0                   |
| 20                  | Macao               |                      |                    | 0                   |
| 21                  | Mongolia            |                      |                    | 0                   |
| 22                  | RPD Corea           |                      |                    | 0                   |
| 23                  | Timor Oriental      |                      |                    | 0                   |
| Total Participantes | Total Participantes | 12+1                 | 8                  | 4                   |

- Japón tuvo un cupo extra en la Liga de Campeones de la AFC debido a que tenían al campeón vigente
- Indonesia tenía 2 cupos en la Liga de Campeones de la AFC pero desistió su participación
- Los cupos de Tailandia y Vietnam de la Copa AFC fuero promovidos Liga de Campeones de la AFC debido al retiro de Indonesia
- Brunéi Darussalam, Filipinas, Guam, Laos, Macao, Mongolia RPD Corea y Timor Oriental eran elegibles para la Copa Presidente de la AFC pero desistieron su participación
- Maldivas geográficamente pertenece a la Zona Oeste

## Sedes
| Kuala Lumpur      | Taipei                   | Colombo             | Bishkek           |
| ----------------- | ------------------------ | ------------------- | ----------------- |
| MPPJ Stadium      | Changchun Soccer Stadium | Sugathadasa Stadium | Spartak Stadium   |
| Capacidad: 25,000 | Capacidad: 20,000        | Capacidad: 25,000   | Capacidad: 23,000 |
|                   |                          |                     |                   |

## Fase de grupos

### Grupo A
Todos los partidos se jugaron en Malasia.
| Pos. | Equipo            | Pts. | PJ | G | E | P | GF | GC | Dif. | Clasificación |
| ---- | ----------------- | ---- | -- | - | - | - | -- | -- | ---- | ------------- |
| 1    | Regar-TadAZ       | 7    | 3  | 2 | 1 | 0 | 6  | 4  | +2   | Semifinales   |
| 2    | Nepal Police Club | 5    | 3  | 1 | 2 | 0 | 7  | 3  | +4   | Semifinales   |
| 3    | Abahani Ltd.      | 3    | 3  | 1 | 0 | 2 | 2  | 6  | −4   |               |
| 4    | WAPDA             | 1    | 3  | 0 | 1 | 2 | 2  | 4  | −2   |               |

 Fuente: 
| 22 de junio de 2008 | Nepal Police Club                 | 4 – 0   | Abahani Ltd. | MPPJ Stadium, Kuala Lumpur                                 |                                                            |
|                     | Thapa 15' · Rai 18' 56' 70' (pen) | Reporte |              | Asistencia: 100 espectadores Árbitro(s): Abdulrahman Racho | Asistencia: 100 espectadores Árbitro(s): Abdulrahman Racho |

| 22 de junio de 2008 | Regar-TadAZ                   | 2 – 1   | WAPDA     | MPPJ Stadium, Kuala Lumpur                      |                                                 |
|                     | Hasanov 17' · Tukhtasunov 76' | Reporte | Niazi 24' | Asistencia: 50 espectadores Árbitro(s): Tan Hai | Asistencia: 50 espectadores Árbitro(s): Tan Hai |

| 24 de junio de 2008 | WAPDA        | 1 – 1   | Nepal Police Club | MPPJ Stadium, Kuala Lumpur                                  |                                                             |
|                     | Ali Shah 78' | Reporte | Rai 89'           | Asistencia: 300 espectadores Árbitro(s): Çarymyrat Gurbanow | Asistencia: 300 espectadores Árbitro(s): Çarymyrat Gurbanow |

| 24 de junio de 2008 | Abahani Ltd. | 1 – 2   | Regar-TadAZ                | MPPJ Stadium, Kuala Lumpur                          |                                                     |
|                     | Awudu 25'    | Reporte | Rabimov 15' · Ismoilov 45' | Asistencia: 50 espectadores Árbitro(s): Ng Chui Kok | Asistencia: 50 espectadores Árbitro(s): Ng Chui Kok |

| 26 de junio de 2008 | WAPDA | 0 – 1   | Abahani Ltd. | MPPJ Stadium, Kuala Lumpur                                  |                                                             |
|                     |       | Reporte | Ameli 84'    | Asistencia: 200 espectadores Árbitro(s): Çarymyrat Gurbanow | Asistencia: 200 espectadores Árbitro(s): Çarymyrat Gurbanow |

| 26 de junio de 2008 | Nepal Police Club     | 2 – 2   | Regar-TadAZ       | MPPJ Stadium, Kuala Lumpur                       |                                                  |
|                     | Ghimire 33' · Rai 67' | Reporte | Rabimov 47' 90+1' | Asistencia: 200 espectadores Árbitro(s): Tan Hai | Asistencia: 200 espectadores Árbitro(s): Tan Hai |

### Grupo B
Todos los partidos se jugaron en Taiwán.
| Pos. | Equipo        | Pts. | PJ | G | E | P | GF | GC | Dif. | Clasificación |
| ---- | ------------- | ---- | -- | - | - | - | -- | -- | ---- | ------------- |
| 1    | Dordoi-Dynamo | 6    | 2  | 2 | 0 | 0 | 5  | 0  | +5   | Semifinales   |
| 2    | Nagacorp FC   | 1    | 2  | 0 | 1 | 1 | 2  | 4  | −2   |               |
| 3    | Taipower (H)  | 1    | 2  | 0 | 1 | 1 | 2  | 5  | −3   |               |

 Fuente: 
| 12 de abril de 2008 | Nagacorp FC                | 2 – 2 | Taipower        | Chungshan Soccer Stadium, Taipéi                             |                                                              |
|                     | Sotitya 45' · Vathanak 58' | [http://www.the-afc.com/en/component/joomleague/?view=report&compID=236&matchId=1398 (enlace roto disponible en Internet Archive; véase el historial, la primera versión y la última). Reporte] | Chiang 78', 84' | Asistencia: 300 espectadores Árbitro(s): Dilovarshokh Orzuev | Asistencia: 300 espectadores Árbitro(s): Dilovarshokh Orzuev |

| 14 de abril de 2008 | Taipower | 0 – 3 | Dordoi-Dynamo                          | Chungshan Soccer Stadium, Taipéi                             |                                                              |
|                     |          | [http://www.the-afc.com/en/component/joomleague/?view=report&compID=236&matchId=1397 (enlace roto disponible en Internet Archive; véase el historial, la primera versión y la última). Reporte] | Murzaev 19' · Amirov 78' · Askarov 80' | Asistencia: 100 espectadores Árbitro(s): Chaiya Alee Mahapab | Asistencia: 100 espectadores Árbitro(s): Chaiya Alee Mahapab |

| 16 de abril de 2008 | Nagacorp FC | 0 – 2 | Dordoi-Dynamo                 | Chungshan Soccer Stadium, Taipéi                    |                                                     |
|                     |             | [«Copia archivada». Archivado desde el original el 4 de enero de 2013. Consultado el 5 de septiembre de 2010. Reporte] | Harchenko 13' · Ablakimov 74' | Asistencia: 25 espectadores Árbitro(s): Minoru Tojo | Asistencia: 25 espectadores Árbitro(s): Minoru Tojo |

### Grupo C
Todos los partidos se jugaron en Sri Lanka.
| Pos. | Equipo           | Pts. | PJ | G | E | P | GF | GC | Dif. | Clasificación |
| ---- | ---------------- | ---- | -- | - | - | - | -- | -- | ---- | ------------- |
| 1    | FC Aşgabat       | 6    | 3  | 2 | 0 | 1 | 9  | 2  | +7   | Semifinales   |
| 2    | Kanbawza         | 6    | 3  | 2 | 0 | 1 | 14 | 3  | +11  |               |
| 3    | Ratnam SC (H)    | 6    | 3  | 2 | 0 | 1 | 10 | 5  | +5   |               |
| 4    | Transport United | 0    | 3  | 0 | 0 | 3 | 2  | 25 | −23  |               |

 Fuente: 
| 23 de abril de 2008 | Ratnam SC                                                                                       | 7 – 1 | Transport United | Sugathadasa Stadium, Colombo                                 |                                                              |
|                     | Ediribandanage 17', 41', 90' · Asmeer 25' · Weerasinghe 59' · Jayasuriya 60' · Pushpakumara 79' | [http://www.the-afc.com/en/component/joomleague/?view=report&compID=236&matchId=1394 (enlace roto disponible en Internet Archive; véase el historial, la primera versión y la última). Reporte] | Wangchuk 22'     | Asistencia: 3,200 espectadores Árbitro(s): Mukhtar Al Yarimi | Asistencia: 3,200 espectadores Árbitro(s): Mukhtar Al Yarimi |

| 23 de abril de 2008 | FC Aşgabat | 0 – 1 | Kanbawza | Sugathadasa Stadium, Colombo                                        |                                                                     |
|                     |            | [http://www.the-afc.com/en/component/joomleague/?view=report&compID=236&matchId=1395 (enlace roto disponible en Internet Archive; véase el historial, la primera versión y la última). Reporte] | Kyaw 85' | Asistencia: 3,000 espectadores Árbitro(s): Tayeb Hasan Shamsuzzaman | Asistencia: 3,000 espectadores Árbitro(s): Tayeb Hasan Shamsuzzaman |

| 25 de abril de 2008 | Transport United | 1 – 7   | FC Aşgabat                                                             | Sugathadasa Stadium, Colombo                         |                                                      |
|                     | Pradhan 93'      | Reporte | Gurbani 21' · Amanow 32', 36', 48' · Murhalyýew 41', 50' · Saparow 71' | Asistencia: 500 espectadores Árbitro(s): Kadhum Auda | Asistencia: 500 espectadores Árbitro(s): Kadhum Auda |

| 25 de abril de 2008 | Kanbawza      | 2 – 3 | Ratnam SC                        | Sugathadasa Stadium, Colombo                             |                                                          |
|                     | Kyaw 43', 50' | [http://www.the-afc.com/en/component/joomleague/?view=report&compID=236&matchId=1392 (enlace roto disponible en Internet Archive; véase el historial, la primera versión y la última). Reporte] | Jayasuriya 9', 81' · Mohamed 54' | Asistencia: 2,000 espectadores Árbitro(s): Rustam Saidov | Asistencia: 2,000 espectadores Árbitro(s): Rustam Saidov |

| 27 de abril de 2008 | Kanbawza                                                                            | 11 – 0 | Transport United | Sugathadasa Stadium, Colombo                           |                                                        |
|                     | Kyaw 11', 36', 90+2' · Tun 15', 23', 31', 71' · Lwin 38' · Htet 41', 51' · Than 74' | [http://www.the-afc.com/en/component/joomleague/?view=report&compID=236&matchId=1391 (enlace roto disponible en Internet Archive; véase el historial, la primera versión y la última). Reporte] |                  | Asistencia: 500 espectadores Árbitro(s): Rustam Saidov | Asistencia: 500 espectadores Árbitro(s): Rustam Saidov |

| 27 de abril de 2008 | Ratnam SC | 0 – 2 | FC Aşgabat                | Sugathadasa Stadium, Colombo                           |                                                        |
|                     |           | [http://www.the-afc.com/en/component/joomleague/?view=report&compID=236&matchId=1390 (enlace roto disponible en Internet Archive; véase el historial, la primera versión y la última). Reporte] | Çoňkaýew 39' · Amanow 45' | Asistencia: 4,000 espectadores Árbitro(s): Kadhum Auda | Asistencia: 4,000 espectadores Árbitro(s): Kadhum Auda |

## Fase Final
Los partidos se jugaron en Kirguistán.
|  | Semifinales       | Semifinales       | Semifinales |             |               | Final         | Final | Final |  |
|  |                   |                   |             |             |               |               |       |       |  |
|  |                   |                   |             |             |               |               |       |       |  |
|  | Dordoi-Dynamo     | Dordoi-Dynamo     | 3           |             |               |               |       |       |  |
|  | Dordoi-Dynamo     | Dordoi-Dynamo     | 3           |             |               |               |       |       |  |
|  | Nepal Police Club | Nepal Police Club | 1           |             |               |               |       |       |  |
|  | Nepal Police Club | Nepal Police Club | 1           |             | Dordoi-Dynamo | Dordoi-Dynamo | 1 (3) |       |  |
|  |                   |                   |             |             | Dordoi-Dynamo | Dordoi-Dynamo | 1 (3) |       |  |
|  |                   |                   | Regar-TadAZ | Regar-TadAZ | 1 (4)         |               |       |       |  |
|  | Regar-TadAZ       | Regar-TadAZ       | Regar-TadAZ | Regar-TadAZ | 1 (4)         | 4 (t.e.)      |       |       |  |
|  | Regar-TadAZ       | Regar-TadAZ       |             |             |               | 4 (t.e.)      |       |       |  |
|  | FC Aşgabat        | FC Aşgabat        | 3           |             |               |               |       |       |  |
|  | FC Aşgabat        | FC Aşgabat        | 3           |             |               |               |       |       |  |
|  |                   |                   |             |             |               |               |       |       |  |

### Semifinales
| 19 de septiembre de 2008 | Dordoi-Dynamo                 | 3 – 1   | Nepal Police Club | Spartak Stadium, Biskek                                           |                                                                   |
|                          | Tetteh 19', 84' · Murzaev 59' | Reporte | Thapa 72'         | Asistencia: 8,000 espectadores Árbitro(s): Atallah Jatli Al-Enezi | Asistencia: 8,000 espectadores Árbitro(s): Atallah Jatli Al-Enezi |

| 19 de septiembre de 2008 | Regar-TadAZ                                                | 4 – 3 (t. s.) | FC Aşgabat                               | Spartak Stadium, Biskek                                |                                                        |
|                          | Rustamov 23' · Simões 29' · Minhairov 87' · Makhmudov 112' | Reporte       | Ataýew 25' · Geldiýew 35' · Mirzoýew 69' | Asistencia: 800 espectadores Árbitro(s): Rustam Saidov | Asistencia: 800 espectadores Árbitro(s): Rustam Saidov |

### Final
| 21 de septiembre de 2008 | Dordoi-Dynamo | 1 - 1 (t. s.)(3 - 4 p.) | Regar-TadAZ     | Estadio Spartak, Biskek                                              |                                                                      |
|                          | Tetteh 33'    | Reporte                 | Tukhtasunov 53' | Asistencia: 10.000 espectadores Árbitro(s): Kadhum Auda Lazim (Iraq) | Asistencia: 10.000 espectadores Árbitro(s): Kadhum Auda Lazim (Iraq) |

|  |  |

| DORDOI-DYNAMO:   |    |                  |      |     |
|                  |    |                  |      |     |
| POR              | 1  | Vladislav Volkov |      |     |
| DEF              | 3  | Talant Samsaliev | 117' |     |
| DEF              | 4  | Ruslan Sydykov   |      |     |
| DEF              | 8  | Azamat Baimatov  |      |     |
| DEF              | 20 | Igor Kudrenko    |      |     |
| MED              | 5  | Sergey Knyazev   |      | 60' |
| MED              | 7  | Aibek Bokoev     | 16'  | 96' |
| MED              | 18 | Vadim Harchenko  |      |     |
| DEL              | 6  | Daniel Tago      | 62'  |     |
| DEL              | 9  | David Tetteh     |      |     |
| DEL              | 10 | Mirlan Murzayev  |      | 70' |
| Substitutes:     |    |                  |      |     |
| DEF              | 2  | Faruh Abitov     |      | 60' |
| MED              | 13 | Davron Askarov   |      | 96' |
| DEL              | 19 | Ildar Amirov     |      | 70' |
| Entrenador:      |    |                  |      |     |
| Boris Podkorytov |    |                  |      |     |

| REGAR-TADAZ:            |    |                       |      |      |
|                         |    |                       |      |      |
| POR                     | 16 | Alisher Dodov         |      |      |
| DEF                     | 2  | Safarali Karimov      |      |      |
| DEF                     | 5  | Maruf Rustamov        | 71'  |      |
| DEF                     | 6  | Farrukh Choriev       |      |      |
| DEF                     | 13 | Naim Nasirov          | 16'  |      |
| MED                     | 9  | Khurshed Makhmudov    |      |      |
| MED                     | 10 | Jamshed Ismailov      | 112' |      |
| MED                     | 11 | Alisher Hakberdiev    |      | 46'  |
| MED                     | 23 | Ilhomzhon Orkitov     |      | 120' |
| DEL                     | 14 | Davronjon Tukhtasunov |      | 62'  |
| DEL                     | 18 | Victor Simões         |      |      |
| Sustituciones:          |    |                       |      |      |
| DEF                     | 3  | Farkhodzon Kholbekov  |      | 46'  |
| MED                     | 7  | Ibrahim Rabimov       |      | 62'  |
| DEL                     | 17 | Shujoat Nematov       |      | 120' |
| Entrenador:             |    |                       |      |      |
| Khabibulloev Makhmadjon |    |                       |      |      |

| OFICIALES - Árbitro: Kadum Auda Lazim - Juez de Línea: Sokhandan Reza - Juez de Línea: Bakhtiyor Tagaev |

## Campeón
| Bandera de Tayikistán |
| Regar-TadAZ 2º título |